# العلاقات الأردنية السورية
العلاقات الأردنية السورية لها جذور تاريخية قديمة، حيث توجد بين الشعبين الجارين علاقات تاريخية واجتماعية وثقافية وتاريخ مشترك. وترواحت العلاقات الأردنية السورية بين علاقات طبيعية إلى صدام مسلح.

## التاريخ
ساد العلاقات الأردنية السورية جو من التوتر في أثناء فترة الانتداب، لدعم الأمير عبد الله بن الحسين الانتفاضات والثورات السورية المسلحة في الأعوام 1936 و1939 و1945. فقد كان من الطبيعي أن يدعم الأمير عبد الله هذه الثورات السورية انطلاقاً من مبادئه القومية الساعية لتخليص سوريا من الاحتلال الفرنسي وتوحيد بلاد الشام، وبوحي من هذه المبادئ كانت حماية الأمير عبد الله لجماعة حزب الاستقلال بعد اتهامهم بمحاولة اغتيال الجنرال غورو عام 1921م، ثم استضافته للثائر إبراهيم هنانو في العام نفسه.
وفي السنوات من 1921-1930م ظل الوضع مضطرباً على الحدود الأردنية السورية بسبب حدوث مناوشات بين القبائل الأردنية والسورية، وعدم تمكن أي من الحكومتين الأردنية والسورية من كبح جماح القبائل التابعة لها، إلى أن تم تشكيل قوة البادية عام 1931م التي استطاعت إعادة السلام إلى منطقة الحدود بين البلدين.
وبعد ذلك أخذت العلاقات الأردنية السورية بالتحسن، وتم تشكيل لجنة لترسيم الحدود بين البلدين، واتفق في عام 1932م على أن تبدأ من نقطة تقع إلى الجنوب من بحيرة طبريا، وتنتهي بنقطة قريبة من جبل طنف في الصحراء السورية وهي النقطة التي تلتقي فيها الحدود الأردنية السورية العراقية.
وعند اشتعال الحرب العالمية الثانية، واستسلام فرنسا للجيوش الألمانية عام 1940م وإعلان القوات الفرنسية الموجودة في سوريا ولاءها لحكومة فيشي، بدأت العلاقات الأردنية السورية تتوطد، إلى أن بدأت تأخذ مسارها الصحيح في عهد الاستقلال. وفي عام 1976م وقع الملك الحسين بن طلال والرئيس حافظ الأسد على بروتوكول وحدة بين الأردن وسوريا[بحاجة لمصدر] واتخذت إجراءات رسمية لتسهيل عملية العبور بين الدولتين ما زالت جارية حتى يومنا. كما قامت بين البلدين كثير من المشاريع الاقتصادية والإنمائية.
وقد أعلنت الحكومة الأردنية بتاريخ 31-12-2009 أنه سيتم إلغاء ضريبة المغادرة والرسوم المفروضة على الأردنيين والمركبات والشاحنات والحافلات عند مغادرتها الحدود بين البلدين الأردن وسوريا. كان هذا القرار تنفيذا لمذكرة التفاهم الأردنية السورية الموقعة بين البلدين خلال اجتماع اللجنة الوزارية الأردنية السورية المنبثقة عن اللجنة العليا برئاسة رئيسي وزراء البلدين التي عقدت في دمشق، وكان الجانب السوري قد استبق الموعد الرسمي لتنفيذ هذه المذكرة وبدأ بالتطبيق قبل شهر من الموعد المقرر.
ووصف الناطق باسم الحكومة الأردنية نبيل الشريف هذه المذكرة بأنها تشكل خطوة مهمة في تعزيز العلاقات القوية بين البلدين. وأضاف في تصريحات اوردتها وكالة الأنباء السعودية «واس» أن المذكرة تنطوي على منافع وفوائد كثيرة مشتركة لمواطني البلدين وتسهل عليهم التواصل. وكان الأردن وسوريا اتفقا بموجب مذكرة التفاهم على تقديم التسهيلات الممكنة في مجال التجارة والنقل وحركة المسافرين من البلدين والموانئ لديهما عقب الاجتماع الموسع للجنة الوزارية المشتركة.

### العلاقات بعد الأزمة السورية 2011
في البداية انتهج الأردن إستراتيجية إستراتيجية تقوم على الحذر والتردد في إعلان موقف صريح من تصاعد وتيرة العنف، اما العشائر الأردنية التي فطالبت مرارًا الحكومة بالتدخل وخاصة العشائر الموجودة على الحدود، قدم الأردن مساعدات انسانيه للنازحين من درعا
ومع تطور الأحداث على الساحة السورية استمر موقف الأردن المتمثل بالحذر حفاظًا على مصالحه الأمنية والاستراتيجية والاقتصادية الحيوية مع الجارة سوريا. ورفض الأردن سحب السفير من دمشق على غرار ما فعلت دول الخليج، بعد تعليق عضوية سوريا في الجامعة العربية، في آب 2011، رغم تأييد عمان قرارات الجامعة. بدا الاردن في اتخاذ قرارات ضد النظام، إذ يعتبر الملك الأردني، عبد الله الثاني، أول من نصح رئيس النظام السوري، بشار الأسد بالتنحي.
وساعد الأردن اللاجئين السوريين، حيث تدفق مئات الآلاف من السوريين إلى الأردن في السنوات الأولى من الحرب الأهلية السورية، خاصة من المناطق الشمالية مثل درعا والقنيطرة. وشهدت المملكة الأردنية ازديادًا في أعداد اللاجئين السوريين، حيث وصل عددهم إلى حوالي 1.4 مليون شخص بحلول عام 2014.
وقال الملك الأردني في مقابلة له مع هيئة الإذاعة البريطانية “BBC” في تشرين الثاني، “أعتقد أنني لو كنت مكانه لتنحيت، وعليه أن يهيئ الأجواء لمرحلة سياسية جديدة ويبدأ حقبة جديدة من الحوار السياسي قبل أن يتنحى وذلك لعدم وجود من يخلفه لتغيير الوضع الراهن.
دعم الثوار ضد النظام السوري
استضافت الأردن افراد من المعارضة السورية علي اراضيها بكل حرية، نشرت بعض وكالات الأنباء الغربية اخبار تدعي أن الأردن تدعم المعارضة السورية عسكريا لكن نفت الأردن متمثله في الناطق العسكري هذه الاخبار.

### العلاقات بعد سقوط نظام الأسد
وبعد تشكيل الحكومة السورية في 29 مارس 2025، رحّبت الخارجية الأردنية بإعلان تشكيل الحكومة الجديدة، وقال الناطق باسم وزارة الخارجية السفير سفيان القضاة إنّ المملكة الأردنية تريد تحسين العلاقات بين البلدين، وأشار إلة ضرورة بناء علاقات محترمة التي تخدم مصلحة البلدين.